# Milan Uzelac (Philosoph)

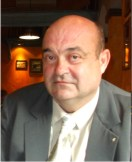
Milan Uzelac, 2009

Milan Uzelac (* 8. April 1950 in Vršac, SFR Jugoslawien) ist ein serbischer Philosoph, Schriftsteller, Dichter, Doktor der Wissenschaften und Professor für Ontologie und Ästhetik.

## Leben
Milan Uzelac studierte Philosophie an der Philosophischen Fakultät der Universität Belgrad. Seinen Hochschulabschluss erlangte er mit einer Diplomarbeit aus dem Bereich der Ästhetik über Platos Dichterkritik: „Zur Stellung der Dichtkunst in Platos Denken“ (1974). Seinen Magister Artium machte er an der Abteilung für Philosophie der Philosophischen Fakultät in Belgrad mit seiner Arbeit aus der Ästhetik „Ästhetische und literaturkritische Auffassungen des Sozialisten der zweiten Hälfte des 19. Jahrhunderts Laza Nančić“ (1980). An der Philosophischen Fakultät der Universität Zagreb promovierte er 1985 mit seiner Dissertation „Philosophie des Spiels von Eugen Fink“ (Promotionsausschuss: Branko Despot, Danilo Pejović, Ante Pažanin).
Milan Uzelac war 1972 einer der Gründer der Literaturgemeinde Vršac in Vršac. Von 1974 bis 1979 war er deren verantwortlicher Redakteur. Im Zeitraum zwischen 1981 und 1986 war er als Hochschullehrer an der Pädagogischen Hochschule in Kikinda tätig. 1986 erfolgte die Ernennung zum Dozenten der Kunstakademie der Universität Novi Sad, an der er bis 1990 die Fächer Allgemeine Kunsttheorie und Soziologie der Kunst unterrichtete. Im gleichen Jahr wurde er zum außerordentlichen Professor für das Fach Ästhetik an der Philosophischen Fakultät der Universität Novi Sad gewählt, während fünf Jahre später (1995) an der gleichen Fakultät die Ernennung zum Ordinarius für die Fächer Ästhetik und Ontologie folgte. Von 1995 bis 2007 unterrichtete er an der Kunstakademie in Novi Sad die Fächer Ästhetik, Musikästhetik und Philosophiegeschichte (die gleichen Fächer unterrichtete er an der Kunstakademie nebenberuflich in der Zeit, in der er an der Philosophischen Fakultät der Universität Novi Sad fest angestellt war). Von Oktober 2007 bis zum Sommer 2010 war er an der Philosophischen Fakultät der Universität Priština mit Sitz in Kosovska Mitrovica als Philosophie-Ordinarius beschäftigt, wo er die Fächer Philosophie des Mittelalters und der Neuzeit sowie Ontologie unterrichtete. Seit Februar 2011 ist er als Professor an der Fachhochschule in Vršac tätig und unterrichtet dort die Fächer Hauptrichtungen der Gegenwartsphilosophie, Philosophie der ästhetischen Erziehung und Philosophische Grundlagen moderner pädagogischer Theorien. Seit September 2015 ist er als Professor an Akademie für Sport (Belgrad)  für die Fächer Philosophie, Geschichte, Sport und Rhetorik.
1999 wurde Uzelac mit dem Preis der Stadt Vršac ausgezeichnet.

## Wirken
Im Mittelpunkt seiner ästhetischen Untersuchungen, die von der phänomenologischen Weltinterpretation (Eugen Fink, Martin Heidegger) sowie von neueren wissenschaftlichen und insbesondere kosmologischen Theorien (Ilya Prigogine, Andrej Linde, Brian Greene, Edward Witten) ausgehen, steht der ontische und ontologische Status des künstlerischen Werkes in der Zeit nach der Postmoderne. Ein solcher Ansatz ermöglichte es ihm, das philosophische Werk von Nikolaus von Kues und die Metaphysik der Melancholie von Albrecht Dürer in einem neuen Licht zu sehen.
Seine philosophische Position entwickelt Milan Uzelac im „Dialog“ mit Aristoteles, dem größten Philosophen der Antike, sowie mit dessen Schülern und Kritikern (Thomas von Aquin, Francisco Suárez, Jacques Maritain), aber auch mit den namhaftesten russischen Philosophen (Gustav Spet, Iwan Iljin, Aleksej Losev). Sein besonderes Interesse gilt der Philosophie der Musik, dem Platz der Musik im Kosmos, wobei er diese angefangen bei den Pythagoreern und Platonikern (Pythagoras, Platon, Aristide Quintilian) über Johannes Kepler, den er für den größten Musiker aller Zeiten hält, bis hin zu den modernen Neopythagoreern (Ferruccio Busoni, Aleksej Losev) deutete. Seiner Interpretation nach endete die Zeit der Musik mit der Musik von Pjotr Tschaikowski und Sergej Rachmaninow. Das 20. Jahrhundert charakterisiere ein Experimentieren mit Tönen (Edgar Varèse, Pierre Boulez, Karlheinz Stockhausen) und eine Absenz der Musik, was bei der Begegnung mit der Musiktradition zum Missverständnis führt (Alfred Schnittke).
Neben etwa zehn Lyrikbüchern, in denen er der Tradition von Konstantin Kavafis, Bertolt Brecht, Gottfried Benn, Zbigniew Herbert und Vasko Popa folgt, ist Milan Uzelac auch Autor einer ganzen Reihe von Lyrikübersetzungen aus dem Deutschen (Gottfried Benn) und dem Rumänischen (Lucian Blaga, Marin Sorescu, Petre Stoica, Ion Mircea, Mircea Dinescu). Uzelac ist Autor mehrerer Bücher aus den Bereichen Philosophie und Poesie.
Uzelac ist Mitglied: Deutsche Gesellschaft für phänomenologische Forschung (Trier, Deutschland [1991]), Udruženja književnika Srbije  (Beograd, 1974–1988), Estetičkog društva Srbije (Beograd, 1979–1994), Udruženja novinara Srbije (Beograd, Serbien [2005]), Deutsche Gesellschaft für Philosophie  (Marburg, Deutschland) [2014],  Deutsche Gesellschaft für phänomenologische Forschung  Martin-Heidegger-Gesellschaft (Meßkirch, Deutschland) [2013], Assotiation internationale des critiques d'art (Paris, Francuska) [1995], redovni član Srpske akademije obrazovanja [2017]. Association Internationale des Critiques d’Art (Paris, Frankreich 1995), International Board of Advisors of Center for Research in Phenomenology (Boca Raton, Florida, USA,1993)

## Bibliographie
- Filozofija igre. Prilog filozofiji igre kod Eugena Finka, Novi Sad 1987.
- Druga stvarnost, Novi Sad 1989.
- Stvarnost umetnickog dela, Novi Sad 1991.
- Uvod u estetiku, Novi Sad 1993.
- Kosmologija umetnosti (Ogled o poreklu fenomenoloske estetike), Novi Sad 1995.
- Delo u vremenu (Poetika Laze Nancica), Vrsac 1997.
- Estetika, Novi Sad 1999; 2003.
- Istorija filozofije, Novi Sad 2004.
- Postklasicna estetika, Vrsac 2004.
- Filozofija muzike, Novi Sad 2005; 2007.
- Horror musicae vacui, Vrsac 2005.
- Metafizika, Vrsac 2006.
- Disipativna estetika. Prvi uvod u Postklasicnu estetiku, Vrsac 2006;
- Uvod u filozofiju (Pojam i predmetno polje filozofije), Novi Sad 2007.
- Metapedagogija I (paideia kao paidia polititike), Vrsac 2007.
- Fenomenologija sveta umetnosti (Uvod u transcendentalnu kosmologiju), Novi Sad 2008.
- Fenomenologija, Novi Sad 2009.
- Predavanja iz srednjovekovne filozofije, Novi Sad 2009.
- Metapedagogija II, Novi sad 2009.
- Inflaciona estetika. Drugi uvod u Postklasicnu estetiku, Novi Sad 2009
- Priče iz Bolonjske šume, Vršac 2009
- Filozofija poslednje umetnosti, Novi Sad 2010
- Glavni pravci savremene filozofije, Vršac 2011.
- Uvod u estetiku. Predavanja u zimskom semestru 1992, Vršac 2011.
- Praktična fenomenologija, Vršac 2011.
- Filozofija obrazovanja, Beograd 2016.
- Fenomenologija našeg vremena, Novi Sad 2020.
- Uvod u filozofiju, Novi Sad 2021.
- Filoozofija muzike, Novi Sad 2022.